# Оливер и компания
«О́ливер и компа́ния» (англ. Oliver & Company) — 27-й полнометражный мультфильм студии Уолта Диснея, снятый по мотивам классического английского романа Чарльза Диккенса «Приключения Оливера Твиста» (1837—1839). Это первый мультфильм студии «Walt Disney Pictures», в котором применялась компьютерная 2D-анимация, для чего компания Уолта Диснея открыла у себя специально созданное для этих целей отделение.
В то же время это последний мультфильм студии, в котором применялась популярная в анимации того времени техника, когда для задников использовались фотографии, с которых на отдельную плёнку копировались линии контуров, а под плёнку помещался лист бумаги с закрашенной в соответствующих местах акварелью. Мультфильм имел кассовый успех, но, подобно многим мультфильма «Диснея», которые были выпущены до 1989 года, на VHS он вышел только спустя годы — в 1996 году. В США и во всём мире транслировался на различных телеканалах, включая Disney Channel.
В России мультфильм показывали на 51 канале (позже — Новый канал (Санкт-Петербург)) в конце октября 1997 году в одноголосом переводе. Русская дублированная версия мультфильма была показана на канале «ТВ3» 5 августа 2006 года (премьера) и 15 июля 2007 года утром. На канале «Дисней» выходит с 7-8 января 2012 года.

## Сюжет
В Нью-Йорке на Пятой авеню котёнок Оливер остался некупленным при раздаче котят и оказался один на улицах города. Наутро, испытывая сильное чувство голода, Оливер решает украсть немного сосисок у уличного торговца Луи, но безуспешно. Опытный уличный пёс по имени Доджер (судя по внешнему виду, некоторая помесь терьера) предлагает котёнку свою помощь. Вместе они удачно проводят операцию по изъятию сосисок у торговца, но Доджер, завладев добычей, убегает, даже не поделившись едой со своим новым другом. Оливер пытается догнать пса, и это ему удаётся, что вызывает некоторое удивление у Доджера.
Тем не менее последний не собирается отдавать законную часть добычи Оливеру и, проявляя все свои навыки существования на улицах большого города, пытается ускользнуть от него. В конце концов, Доджер вместе с сосисками добирается до баржи своего владельца, вора-карманника Фейгина, чтобы разделить добычу между своими друзьями — чихуахуа Тито, датским догом Эйнштейном, салюки Ритой и бульдогом Фрэнсисом (он же Фрэнки). Оливер проникает на эту баржу, чем вызывает общее замешательство жильцов и беспорядочную свалку.
Всё это заканчивается с появлением Фейгина, который приносит угощения для своих питомцев. Собаки бросаются к Фейгину, а Эйнштейн облизывает его большим, слюнявым языком, демонстрируя вживую смысл выражения «собака — друг человека». Целью прихода Фейгина является осмотр вещей, которые добыли за день члены собачьей команды.
Увидев, что собаки вернулись сегодня лишь с несколькими безделушками, он довольно сильно расстраивается. Фейгин говорит им, что у него истекает срок оплаты долга, который он взял у агента судостроительной компании и по совместительству безжалостного ростовщика Билла Сайкса. Здесь появляются два свирепых добермана, Роско и ДеСото, владельцем которых является Сайкс, и Фейгин понимает, что мафиозо ждёт его в автомобиле на пирсе. Ростовщик знакомит подошедшего Фейгина со своими условиями: деньги надо уплатить в течение трёх дней, чтобы не возникло проблем.
Фейгину понятно, что он не сможет найти такую большую сумму денег за такое короткое время и что его ожидают крупные неприятности. Во время их разговора Роско заигрывает с Ритой, а ДеСото обнаруживает Оливера и нападает на него; Оливер сразу же царапает ему нос. Доджер и остальные собаки защищают Оливера, а после возвращения Фейгина доберманы удаляются. Восхитившись смелостью котёнка, не испугавшегося ДеСото, Фейгин принимает Оливера в свою команду.
На следующий день Фейгин вместе со своими питомцами отправляется в город, где безуспешно пытается продать добытое имущество в ломбарде. Тем временем животные замечают дорогой автомобиль, за рулём которого находится человек по имени Уинстон. Это домработник богатой семьи Фоксворт, опекающий их семилетнюю дочь Дженнифер (она же Дженни), пока родители находятся по делам в Европе. Собаки придумывают довольно хитрую уловку, чтобы выманить Уинстона из машины.
Тито и Оливер проникают в неё и пытаются украсть радиоприёмник, чтобы Фейгин смог продать его и отдать долг Сайксу. В процессе операции Тито из-за Оливера и по причине своей общей бестолковости получает удар током, а Оливер оказывается весь опутан проводами, представ в таком виде перед глазами Дженни, которая забирает его себе. Она живёт в доме № 1125 на Пятой авеню. Таким образом котёнок обретает заботливую хозяйку, имя и дом. Также он обретает и недоброжелателей в лице Уинстона и избалованной родителями Дженни породистой пуделихи Жоржетты.
Тем временем собаки обсуждают план возвращения котёнка в своё жилище на барже. Они не догадываются, что Оливеру вполне неплохо и там, где он сейчас. Тем не менее, начинается операция, в ходе которой опять не обходится без «жертв» — Тито влюбляется в Жоржетту. Собакам удаётся «спасти» Оливера. К тому же Жоржетта сама помогает им незаметно убежать вместе с котёнком.
На барже Оливер чувствует, что не может вернуться к своим друзьям, потому что у него появилась хозяйка Дженни, которая нравится ему. Возмущённый поведением Оливера, Доджер заявляет, что прекращает с ним дружбу, если он так хочет. Но он успокаивается, когда появляется Фейгин и видит дорогой ошейник на Оливере, с адресом его нового дома. Так Фейгин сразу соображает, что котёнок может принести ему деньги, и пишет записку. Когда Дженни возвращается из школы домой, она находит эту записку. Прочитав её, она понимает, что за возвращение своего котёнка ей надо заплатить большой выкуп.
Этой же ночью, взяв с собой карту с местом встречи, увиденную в записке, и Жоржетту, Дженни отправляется в городской порт. Теперь Фейгину надо убедить Билла Сайкса, что он разработал хороший план, который стопроцентно принесёт деньги, необходимые для оплаты всего долга. Фейгин приходит к конторе Сайкса, но ростовщик не рад наличию должника и отсутствию денег, и спускает своих доберманов.
Рискуя быть загрызенным, Доджер защищает Фейгина, а последний просит Сайкса послушать его и показывает ошейник Оливера. Мафиозо замечает, что ошейник действительно дорогой, и отзывает псов. Фейгин получает в своё распоряжение двенадцать часов и напутствие, из которого видно, что это его последний шанс.
Тем временем Дженни запутывается в карте и считает, что заблудилась, но не подозревает, что находится точно по адресу. Испуганная и расстроенная, она встречает Фейгина и начинает объяснять ему, что пытается найти ужасного человека, укравшего её котёнка. Фейгину становится нехорошо от того, что «богатый владелец» — всего лишь маленькая девочка, которая взяла свою копилку и идёт выкупать своего питомца. Ощущая сильное чувство вины, он делает вид, что случайно нашёл котёнка, и возвращает ей Оливера.
Как только Дженнифер берёт котёнка, появляется Сайкс в своём чёрном автомобиле, выбрасывает Оливера и хватает её. Делает он это с целью получения выкупа от богатых родителей Дженни. Далее мафиозо предполагает, что Фейгин больше не должен ему, и уезжает вместе с похищенной. Ошеломлённый Фейгин не рад такому повороту событий. Теперь ему уже страшно за девочку. Оливер, Доджер и остальные собаки, включая Жоржетту, бегут по следу похитителя, чтобы спасти Дженни.
Добежав до места конторы Сайкса, команда Доджера и Жоржетта разрабатывают план действий по спасению Дженнифер. Но Сайкс и его злые псы не дремлют. Они препятствуют осуществлению этого плана и уже готовы жестоко разделаться с друзьями. Всех вовремя подбирает Фейгин на мотороллерной тележке, и они спасаются от Сайкса. Начинается погоня за героями по городским улицам и метро. В результате преследования от столкновения машины мафиозо с тележкой Фейгина, Дженнифер падает на капот автомобиля, и мистер Сайкс хватает её.
Оливер прыгает к машине Сайкса и кусает его за руку, которой он держит девочку, но тот отбрасывает его на заднее сиденье, где Оливер сталкивается с Роско и ДеСото. Доджер бежит спасать Оливера, в ходе чего, при драке, доберманы падают из машины и погибают на рельсах от ударов электрическим током. Машина и тележка выезжают из тоннеля на Бруклинский мост. Тито садится за руль тележки, а Фейгин идёт помогать Дженни. Навстречу героям по пути едет электропоезд.
Сайкс рвётся схватить Дженнифер, но Доджер и Оливер не дают ему это сделать. Фейгин со своей командой хватают Дженни обратно к себе и уклоняются, а Сайкс, в последний момент сбросивший с себя впоследствии оставшихся в живых Доджера и Оливера, погибает при столкновении с поездом. Его машина взрывается от удара.
На следующее утро Фейгин и вся его команда празднуют день рождения Дженни у неё дома. Вскоре Уинстон получает телефонный звонок от её родителей, что они возвращаются. После праздника Доджер обещает Оливеру, что они будут время от времени наведываться к нему. Фейгин и собаки прощаются с Дженни и её питомцами и едут домой по людным улицам большого и опасного города.

## Роли озвучивали
| Персонаж                                 | Исполнитель в оригинале                     | Прототип(ы) |
| ---------------------------------------- | ------------------------------------------- | --- |
| Исполнитель вступительной песни          | Хьюи Льюис                                  | |
| Оливер                                   | Джоуи Лоуренс                               | Оливер Твист из одноимённого романа |
| Доджер                                   | Билли Джоэл                                 | - Джек Доукинс (он же Ловкий Плут) оттуда же - Артур Герберт Фонцарелли из телесериала «Счастливые дни» (1974—1984) - Бродяга из мультфильма «Леди и Бродяга» (1955) - Билли Джоэл |
| Тито                                     | Чич Марин                                   | - Чарли Бейтс из оригинальной книги - Педро из «Леди и Бродяги» |
| Фрэнсис                                  | Роско Ли Браун                              | - Булл оттуда же - Уинстон Черчилль |
| Эйнштейн                                 | Ричард Маллиган                             | Скуби-Ду |
| Фейгин                                   | Дом Делуиз                                  | Соответствующий персонаж оригинальной книги |
| Роско                                    | Торин Блак                                  | Брут из мультфильма «Спасатели» (1977) |
| ДеСото                                   | Карл Вайнтрауб                              | Нерон оттуда же |
| Билл Сайкс                               | Роберт Лоджа                                | - Соответствующий персонаж оригинальной книги - Ростовщики - Мафиози - Мадам Медуза из мультфильма «Спасатели»                                                                     |
| Рита                                     | Шерил Ли Ральф (речь) / Рут Пойнтер (вокал) | - Пинки Таскадеро из телесериала «Счастливые дни» - Роза Мейли из оригинальной книги - Нэнси оттуда же                                                                             |
| Дженни Фоксворт                          | Натали Грегори (речь) / Майэн Трэн (вокал)  | - Пенни из мультфильма «Спасатели» - Мистер Браунлоу из оригинальной книги |
| Уинстон                                  | Уильям Гловер                               | Миссис Бэдуин оттуда же |
| Жоржетта                                 | Бетт Мидлер                                 | Шарлотта оттуда же |
| белка • крыса • бультерьер Макс • лошадь | Брайан Каммингс (в титрах не указан)        | |

## Производство
Мультфильм значится как первый в компании Уолта Диснея, где применялась компьютерная обработка изображения (рассказ в «дополнительных материалах» в составе DVD с мультфильмом). Компания вложила около 15 млн долларов в вычислительную систему «Computer Animation Production System». Многие из неодушевлённых анимационных объектов в фильме были созданы и анимированы на компьютере: автомобили, такси, шины, лимузин Сайкса, велосипед Фейгина (часть скутера и часть корзины), бетономешалка, коллекторный канал, винтовая лестница, фортепиано, туннели подземки и поезда. В фильм вошло около 11 минут компьютерной анимации, использованной в сочетании с традиционной техникой мультипликации.
По данным самой компании Disney, всего на отрисовку, в которой приняли участие свыше 300 художников и техников, ушло два с половиной года.

## Песни, используемые в мультфильме
- «Простым нью-йоркским утром» (англ. Once Upon a Time in New York City). Исполняет Хьюи Льюис.
- «Всегда спокоен» (англ. Why Should I Worry?). Исполняет Билли Джоэл (номинация на премию «Золотой глобус» в категории «Лучшая песня»)
- «Золотое дно» (англ. Streets of Gold).
- «Муки совершенства» (англ. Perfect Isn't Easy). Исполняет Бетт Мидлер.
- «Нам дружба нужна» (англ. Good Company). Исполняет Миэн Трэн.
- «Всегда будь весел» (англ. Why Should I Worry? (Reprise)).